# محمد أشرف
محمد أشرف (بالإنجليزية: Mohammad Ashraf)‏ هو لاعب شطرنج هندي، ولد في 29 أكتوبر 1995 في كوتاك في الهند.

## وصلات خارجية
- محمد أشرف على موقع الاتحاد الدولي للشطرنج (الإنجليزية)
- محمد أشرف على موقع مباريات الشطرنج (الإنجليزية)
- محمد أشرف على موقع 365Chess.com (الإنجليزية)
- محمد أشرف على موقع Chesstempo.com (الإنجليزية)